# Amfiprion złoty

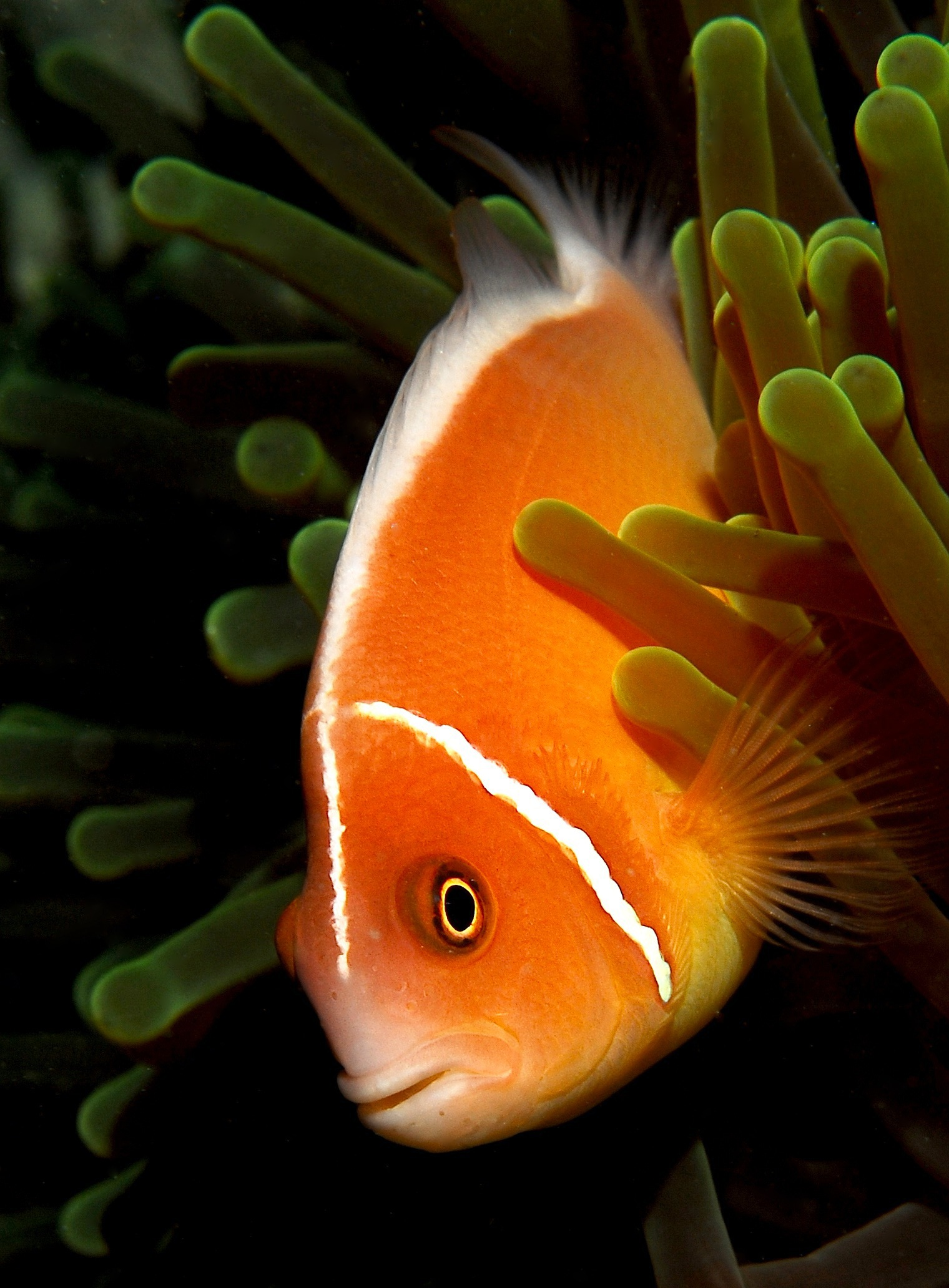

Amfiprion złoty (Amphiprion perideraion) – gatunek ryby okoniokształtnej z rodziny garbikowatych (Pomacentridae).

## Występowanie
Ocean Indyjski i Pacyfik, od Zatoki Perskiej przez Zatokę Tajlandzką i Wyspy Kokosowe po Wyspy Riukiu, Samoa, Tonga, Wielką Rafę Koralową i Nową Kaledonię.
Żyje na rafach koralowych na głębokości 1–38 m w wodach o temperaturze ok. 25 °C. Wiąże się z ukwiałami z gatunków Heteractis magnifica (zazwyczaj), Heteractis crispa, Macrodactyla doreensis i Stichodactyla gigantea. Prowadzi głównie dzienny tryb życia. Na Bali współżyje razem ze spokrewnionym gatunkiem Amphiprion akallopisos, czasem nawet w tym samym ukwiale.

## Cechy morfologiczne
Osiąga do 10 cm długości. Wzdłuż linii bocznej 50–59 łusek, linia boczna składa się z 32–43 otworów; pionowo poniżej linii bocznej 3–4 łuski, poniżej 19–20. Na pierwszej parze łuków skrzelowych 17–20 wyrostków filtracyjnych. W płetwie grzbietowej 9–10 twardych i 16–17 miękkich promieni, w płetwie odbytowej 2 twarde i 12–13 miękkich promieni. W płetwach piersiowych 16–18 promieni.
Ubarwienie cała pomarańczowe. Na grzbiecie, od pyska do ogona, biegnie biały pasek. Pionowy pasek z tyłu głowy. Płetwy przezroczyste. Tęczówka oka biała.

## Odżywianie
Żywi się planktonem.

## Rozród
Dojrzewa płciowo przed drugim rokiem życia przy długości 4,7–5,6 cm. Jest monogamiczny, jedna para trze się kilka razy do roku, samica składa rocznie około 2–4 tys. jaj.

## Znaczenie i hodowla
Hodowany w akwariach. Rozmnaża się w niewoli.